# ۶۵۲ (پیش از میلاد)
۶۵۲ (پیش از میلاد) ۶۵۲مین سال قبل از تقویم میلادی است.